# Арехис I (герцог Беневенто)
Арехис I (лат. Arechis I, итал. Arechi I; умер в 641) — герцог Беневенто в 591—641 годы.

## Биография
Арехис I был племянником Зотто, а также родственником фриульских герцогов. Он был назначен герцогом Беневенто лангобардским королём Агилульфом весной 591 года после смерти Зотто. Однако Арехис был фактически независимым правителем, поскольку его владения были отделены от Северной Италии полосой византийской территории.
Арехис подчинил себе Капую и Венафро в Кампании, а также область Базиликату в Калабрии. Неаполь он взять не смог даже после осады (это не удалось и Зотто). Ему также удалось взять в конце 620-х годов Салерно. Арехис за время своего правления установил хорошие отношения с католической церковью. Ему удалось пережить нескольких лангобардских королей. К моменту его смерти независимость герцогства была столь уверенной, что Арехису удалось передать власть сыну Аиульфу I.